# Hreidmar
En la mitología nórdica, Hreidmar (en nórdico antiguo: Hreiðmarr) era un avaricioso rey del pueblo de los enanos, que capturaron a tres dioses con sus irrompibles cadenas. Era el padre de Fafner, Óddar y Regin. Poseía una casa llena de resplandeciente oro y brillantes gemas, que fue construida por Regin y cuidada por Fafner. Luego de que Óddar fuera accidentalmente asesinado por Loki, los Æsir repararon la pérdida de Hreidmar con el oro de Andvari y el anillo maldito Andvarinaut. Fafner y Regin mataron a Hreidmar por el anillo. Fafner decidió que quería a Andvarinaut solo para él, así que se convirtió en un dragón y alejó a Regin.